# Nolella annectens
Nolella annectens är en mossdjursart som beskrevs av Harmer 1915. Nolella annectens ingår i släktet Nolella och familjen Nolellidae. Inga underarter finns listade i Catalogue of Life.